# Православне апологетичне богослов'я
Православне апологетичне богослов'я — це розділ християнського богослов'я в рамках Православної Церкви, який займається раціональним обґрунтуванням, захистом і поясненням православної віри. Апологетика спрямована на відповіді на критику з боку інших релігій, філософських систем, атеїзму та сучасних наукових теорій, а також на діалог з невіруючими та представниками інших конфесій. Вона використовує логіку, філософію, історичні аргументи та біблійні тексти для демонстрації істинності православного вчення.
Апологетичне богослов'я є частиною ширшої системи християнського богослов'я, поряд з догматичним, моральним та пастирським богослов'ям. У православній традиції апологетика підкреслює емпіричний досвід віри, богопізнання через таїнства та аскезу, на відміну від раціоналістичного підходу західного богослов'я.

## Історія

### Ранній період
Православна апологетика бере свій початок у ранньому християнстві, коли перші апологети захищали нову віру від звинувачень римської влади та юдейських критиків. Ключовими фігурами були Юстин Мученик, Афінагор Афінський та Оріген. Вони використовували філософські аргументи, зокрема з платонізму, для доведення сумісності християнства з розумом.
У Візантійську епоху апологетика розвивалася в контексті боротьби з єресями, такими як аріанство та іконоборство. Іван Дамаскин у своєму творі "Точне викладення православної віри" систематизував апологетичні аргументи проти ісламу та іконоборців.

### Середньовіччя та Новий час
У Київській Русі та пізніше в Російській імперії апологетика була частиною духовної освіти. У XIX столітті в Київській духовній академії розвивалися критичні та бібліографічні практики, інтегруючи європейський досвід біблійних студій. Відомі апологети, як Іван Андрєєв, писали праці з апологетичного богослов'я, фокусуючись на філософії віри та походженні зла.

### Сучасний період
У XX–XXI століттях православна апологетика адаптувалася до викликів секуляризації, атеїзму та наукового прогресу. У незалежній Україні апологетика розвивається в контексті богословської освіти, з акцентом на раціональний і творчий підхід. Сучасні апологети, як отець Іоан Романідіс, підкреслюють відмінність створеного від нествореного, спираючись на емпіричне богослов'я святих отців.
В Україні апологетика інтегрується в університетську освіту, зокерма такий предмет викладається в КПБА та КДАіС.

## Основні принципи
Православна апологетика базується на таких принципах:
- Раціональне обґрунтування віри: Використання логіки та філософії для доведення існування Бога, істинності Біблії та переказу.
- Емпіричний досвід: Богопізнання через молитву, таїнства та аскезу, а не лише інтелект.
- Захист від єресей: Відповіді на виклики від протестантизму, католицизму, ісламу та сучасних сект.
- Діалог з наукою: Узгодження біблійних текстів з сучасними відкриттями, наприклад, у космології та еволюції.

## Ключові фігури
- Юстин Мученик (II ст.) — автор "Діалогів з Трифоном".
- Іоан Дамаскін (VIII ст.) — систематизатор православної догматики.
- Іван Андрєєв (XX ст.) — автор "Orthodox Apologetic Theology".
- Іоан Романідіс (XX ст.) — грецький богослов, критик раціоналізму.

## Сучасний стан
Сучасна православна апологетика в Україні та світі фокусується на медіатизації, використанні інтернету та соціальних мереж для поширення віри. Вона відповідає на виклики постсекулярної доби, поєднуючи філософію релігії з медициною та етикою і наукою. 